# 新加坡國際港務集團
PSA國際港務集團（PSA International）簡称PSA，是世界領先的集奬箱碼頭運营商，在亞、歐、美三洲16介國家参與的碼頭項目約40個, 包括位于新加坡和比利時的旗艦碼頭。

## 歷史

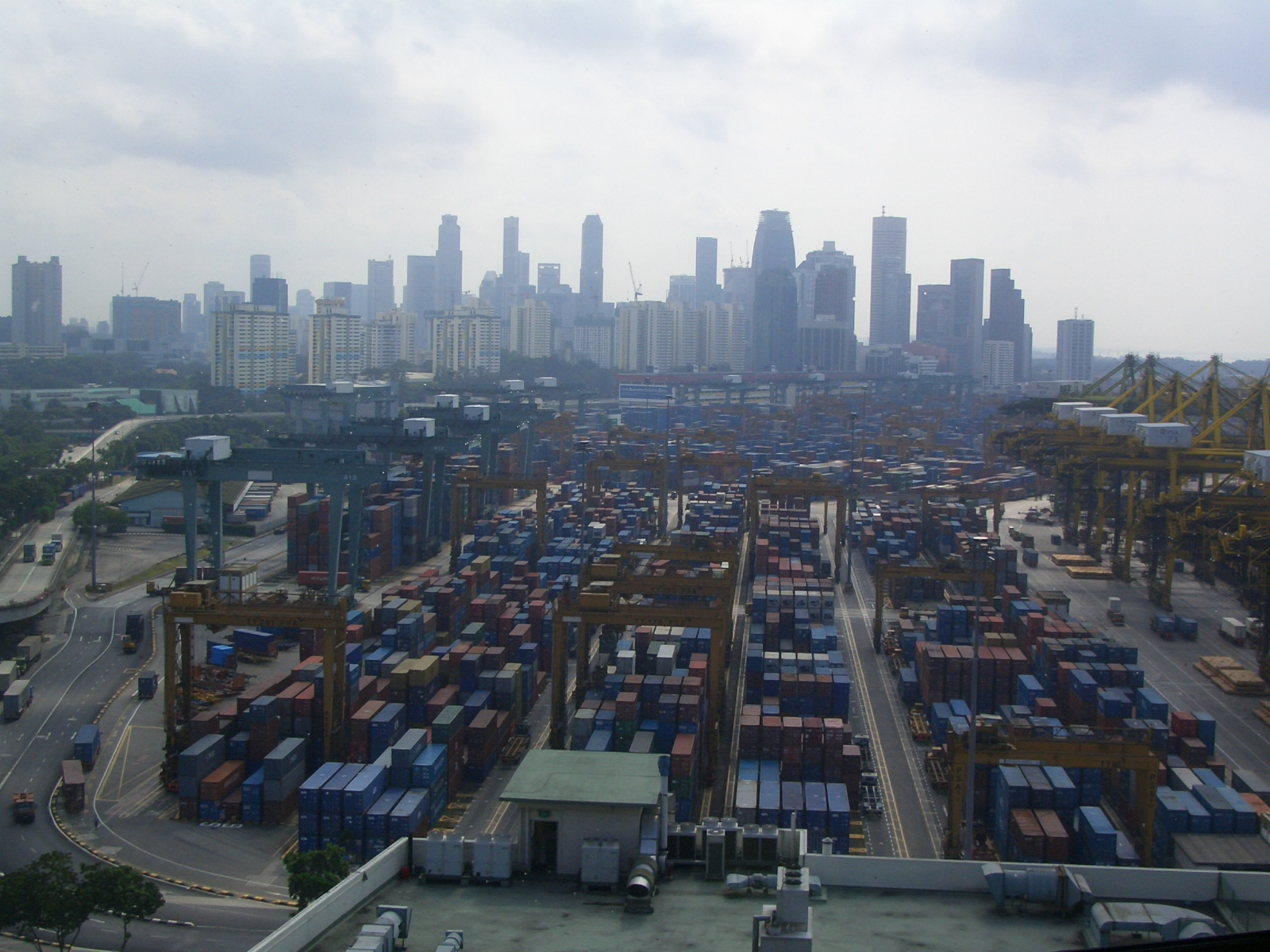
吉寶港與新加坡天際線

PSA國際港務集團的前身是1964年4月1日成立的新加坡港務局（Port of Singapore Authority），貨責經营管理運作新加坡港的所有港務事宜。1997年8月25日，新加坡國會通過法案，將港務局改組為新加坡港務集團有限公司（PSA Corporation Ltd），同年9月1日開始運作。 PSA在2003年12月时進行重組，成為PSA集團所主要持有的一間公司之一。

## 新加坡港务集团

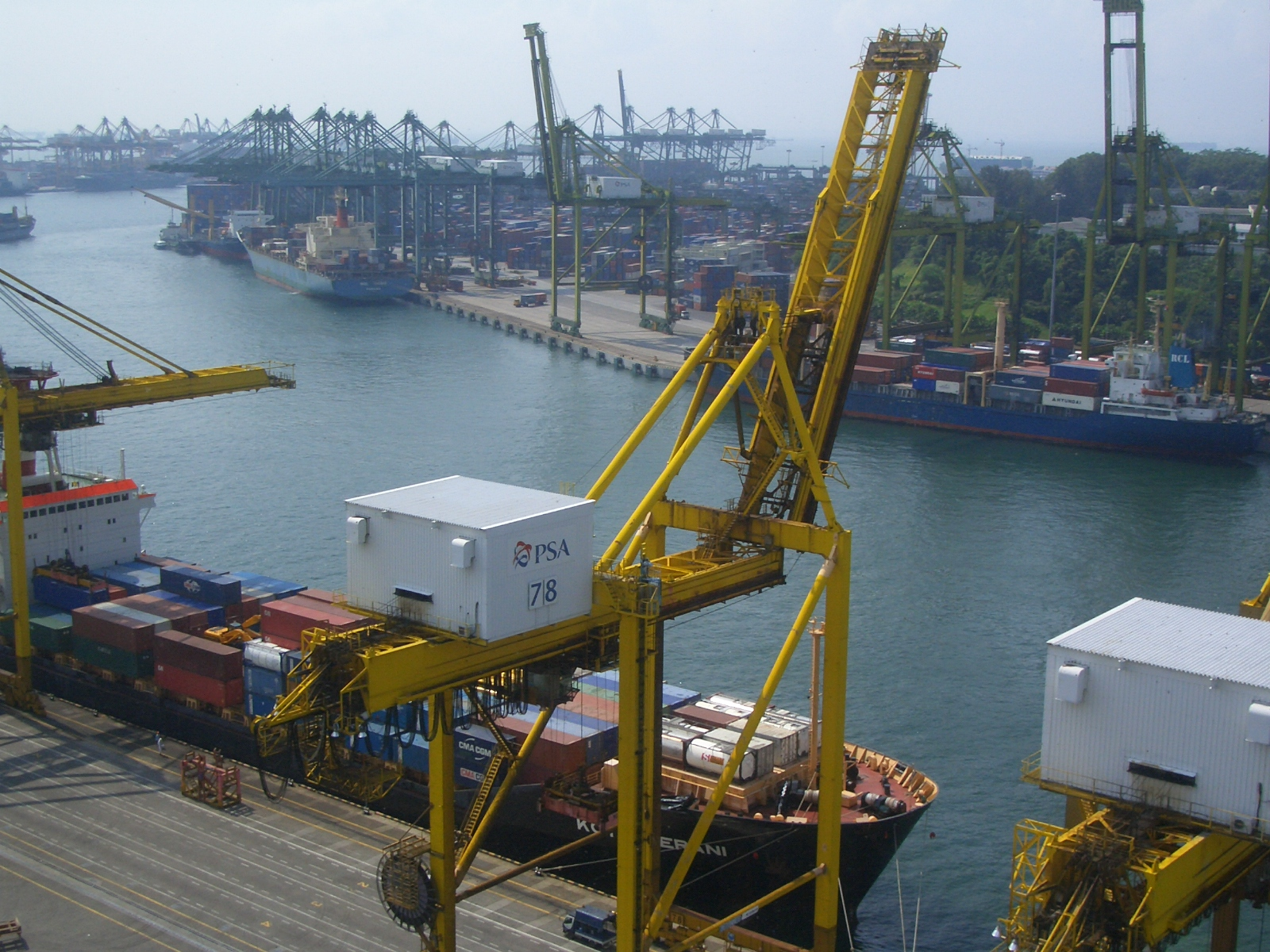
吉宝港一座正在運作的岸橋。

新加坡港务集團 (PSA Singapore)是世界上最大的貨櫃轉口港中心，運結全球超過600座港口并处理了大約世界七分之一的貨櫃轉運呑吐量。

## PSA Marine
PSA Marine 是一間由PSA國際港務集團完全持有的子公司，為航運和船隊提供海上服務。服務內容包括領港費、碇泊和碼頭拖船費、海上運輸、近海石油和天然氣產業提供船隻支援、重物搬運、處理漏油和海上救援。

## 營運港口
以下列表為PSA国际港务集团营运的港口。
| 地區         | 國家                  |
| ------------ | --------------------- |
| 东南亚       | 新加坡                |
| 东南亚       | 泰國 林差班           |
| 东南亚       | 越南 頭頓             |
| 东南亚       | 印尼 雅加達           |
| 东北亚       | 中國 大連             |
| 东北亚       | 中國 福州             |
| 东北亚       | 中國 廣州             |
| 东北亚       | 中國 天津             |
| 东北亚       | 中國 東莞             |
| 东北亚       | 中國 連雲港           |
| 东北亚       | 中國 欽州             |
| 东北亚       | 韓國 釜山             |
| 东北亚       | 韓國 仁川             |
| 东北亚       | 日本 北九州           |
| 中东与南亞   | 印度 杜地戈林         |
| 中东与南亞   | 印度 欽奈             |
| 中东与南亞   | 印度 加爾各答         |
| 中东与南亞   | 印度 孟买             |
| 中东与南亞   | 印度 卡基纳达         |
| 中东与南亞   | 沙特阿拉伯 达曼       |
| 欧洲与地中海 | 比利時 安特卫普       |
| 欧洲与地中海 | 比利時 泽布吕赫       |
| 欧洲与地中海 | 意大利 热那亚         |
| 欧洲与地中海 | 意大利 威尼斯         |
| 欧洲与地中海 | 葡萄牙 锡尼什         |
| 欧洲与地中海 | 土耳其 梅尔辛         |
| 欧洲与地中海 | 波蘭 格但斯克DCT碼頭  |
| 美洲         | 巴拿马 太平洋海岸     |
| 美洲         | 阿根廷 布宜诺斯爱利斯 |
| 美洲         | 哥伦比亚 布埃纳文图拉 |

## 連結
- PSA国际港务集团官方網站 （页面存档备份，存于）

Template:新加坡企業